# Juan de Dios Aranzazu
Juan de Dios Aranzazu (La Ceja (Antioquia), 8 de marzo de 1798-Bogotá, 14 de abril de 1845) fue un político, catedrático, educador, abogado y periodista colombiano.
Se desempeñó como gobernador de Antioquia entre 1832 y 1836 y como presidente de la República de la Nueva Granada entre 1841 y 1842, como Presidente del Concejo de Estado, ante la ausencia del titular Pedro Alcántara Herrán y la imposibilidad física del vicepresidente Domingo Caicedo. Instaló las primeras sesiones de la Cámara de la Provincia de Antioquia. Llegó a convertirse en el primer presidente colombiano de origen antioqueño.

## Biografía
Nació el 8 de marzo de 1798 en La Ceja, Antioquia, en el hogar de un rico comerciante granadino. 
En su juventud estudió derecho en el Colegio de San Bartolomé, en Bogotá. También se dedicó a los negocios de su familia, lo cual lo llevó a recorrer Colombia y algunos países circundantes, como Venezuela y las Antillas.
Desde 1823 se adentró en los terrenos de la política a los 25 años cuando integró el Primer Congreso Constitucional de Colombia, y luego obteniendo en varias ocasiones el cargo de congresista. Fue asambleísta en la Convención de Ocaña en 1828, donde empezó a hacerse cercano a Francisco de Paula Santander, a quien admiraba por su vocación jurídica, pese a que no sentía malestar con Bolívar.
Tiempo después hizo parte de la comisión que infructuosamente abogó ante José Antonio Páez para evitar la separación de Venezuela de la Gran Colombia.
En 1829 apoyó la revuelta encabezada por José María Córdova en contra de la dictadura presidida por el libertador Simón Bolívar. También apoyó la causa santanderista a través del periódico provincial de Santafe de Bogotá La Miscelánea, que fundó el 18 de septiembre de 1825, donde junto con Rufino Cuervo, Alejandro Vélez y otros, mostró su desprecio por las políticas radicales de Bolívar.

### Gobernador de Antioquia
El presidente Santander lo nombró gobernador de la provincia de Antioquia, posesionándose el 6 de junio de 1832. Desde su cargo, Aranzazu se convirtió en figura clave para el presidente Santander. 
En su administración Aranzazu erigió los municipios de Campamento, Cocorná, Ebéjico, Entrerríos, Girardota y Liborina. También fue precursor de la vía al mar por Medellín. También nombró como su secretario al santanderista Mariano Ospina Rodríguez, quien también fue uno de sus biógrafos.
Durante su gobierno, Aranzazu creó la revista mensual La Miscelánea de Antioquia, donde se publicaba contenido científico y político, y que circuló de 1834 hasta 1838, ya cuando estaba fuera de la gobernación.

### Ministro de Hacienda
Ya fuera del gobierno, el presidente José Ignacio de Márquez lo nombró Ministro de Hacienda, por su experiencia en los temas fiscales, estando en el cargo del 19 de septiembre de 1837 al 3 de julio de 1840. Se dice que la designación de Aranzazu en el ministerio se dio cuando éste otorgó su voto a Márquez ante el Congreso, pese a que Aranzazu era de la corriente progresista (liberales), y Márquez de los ministeriales (conservadores).
Mientras estaba en el cargo también ocupó una curul en el Congreso neogranadino como senador, de 1837 a 1841.

### Designación presidencial

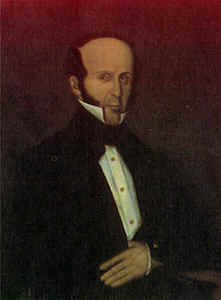
Retrato al óleo de Aranzazu

Durante el gobierno del presidente Pedro Alcántara Herrán se desempeñó como presidente del Consejo de Estado. Gracias a esto ejerció como presidente de Colombia por encargo, dado que el presidente Herrán se hallaba dirigiendo al ejército durante la Guerra de los Supremos, y el vicepresidente Domingo Caicedo no pudo asumir el cargo por motivos de salud.
Aranzazu gobernó desde el 5 de julio de 1841 al 19 de marzo de 1842, cuando Herrán regresó a la capital y asumió el gobierno.

### Postgobierno
En 1844 Aranzazu fue elegido senador nuevamente en representación de Antioquia, hasta su fallecimiento.
Juan de Dios Aranzazu falleció en Bogotá, el 14 de abril de 1845, víctima de un cáncer que le afectó la espalda, a la temprana edad de 47 años.

## Vida privada

### Aspecto
Sobre su apariencia física, un biógrafo afirmó que Aranzazu era «(de) noble presencia, de finos y elegantes modales, alta y combada la frente, los ojos afirmativos, la nariz pronunciada, la boca de rasgos finos».

### Familia
Juan de Dios era hijo del rico empresario criollo de origen español José María de Aranzazu y de su esposa María Antonia González. Por parte materna era primo del poeta Gregorio Gutiérrez González. 
Aranzazu nunca se casó, y debido a su temprana muerte, no tuvo descendencia.

## Homenajes
En 1853 fue fundado el municipio de Aranzazu, en el departamento de Caldas, para honrar la memoria del político antioqueño, quien donó la tierra donde hoy se halla el municipio.